# Thestor
Thestor är ett släkte av fjärilar. Thestor ingår i familjen juvelvingar.

## Bildgalleri

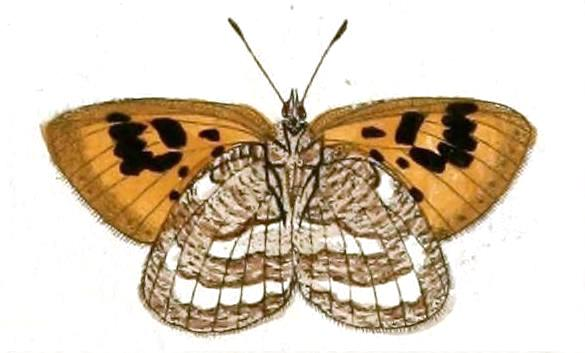

## Dottertaxa tillThestor, i alfabetisk ordning[1]
- Thestor alpina
- Thestor aridus
- Thestor aurantiaca
- Thestor basuta
- Thestor brachycera
- Thestor braunsi
- Thestor callimachus
- Thestor calviniae
- Thestor compassbergae
- Thestor dentata
- Thestor dicksoni
- Thestor dobrogensis
- Thestor dryburghi
- Thestor dukei
- Thestor epiphania
- Thestor fedtschenkoi
- Thestor hafis
- Thestor holmesi
- Thestor kaplani
- Thestor monotona
- Thestor montanus
- Thestor murrayi
- Thestor nesimachus
- Thestor nogelii
- Thestor obscura
- Thestor obscurus
- Thestor penningtoni
- Thestor petalus
- Thestor petra
- Thestor pictus
- Thestor pringlei
- Thestor protumnus
- Thestor rileyi
- Thestor rooibergensis
- Thestor roussowi
- Thestor silvius
- Thestor stepheni
- Thestor strutti
- Thestor swanepoeli
- Thestor syriaca-splendens
- Thestor tempe
- Thestor umbra
- Thestor vansoni